# Tommy Eyre
Tommy Eyre (Sheffield, 5 juni 1949 - Los Angeles, 23 maart 2001) was een Brits toetsenist, die in talloze bands heeft gespeeld en daarnaast nog tijd vond voor studiowerk. Hij was autodidact.

## Bands
De (begeleidings)bands waarin hij gespeeld heeft:
- Babylon (geen albums)
- Joe Cocker (1968)
- Ainsley Dunbar
- Blue Whale, album idem
- Jaklin, album idem
- Juicy Lucy, met latere Strawbs-collega Rod Coombes; hij speelt daar gitaar
- Strabimus, later Riff Raff
- Mark Almond, album Mark Almond I en Mark Almond II (1972)
- Riff Raff comeback
- ZZebra
- (Dan) McCaffrey, zanger van Nazareth
- Sensational Alex Harvey Band
- John Martyn
- Greg Lake
- Gary Moore
- Wham! (1985)
- Mr. Gone met John Etheridge van Soft Machine
- Ray Russell
- Ian Gillan
- Gary Moore met Ginger Baker
- Metro met Alex Ligtertwood van Santana

Daarnaast speelt hij mee op het album City to City met hit Baker Street van Gerry Rafferty en Nomadness van Strawbs. 
- Bibliothèque nationale de France: cb139458789 (data)
- International Standard Name Identifier: 0000 0003 9945 9235
- Library of Congress Control Number: no2002076984
- MusicBrainz: 47a8919a-67ac-4836-a5c0-4b84112e26dc
- Nationale Bibliotheek van Tsjechië: xx0089686
- Nationale Bibliotheek van Israël: 987007350564505171
- Virtual International Authority File: 293681074
- WorldCat: E39PBJkxQCmD3jMMDQK8hkH6Kd